# علم اجتماع التحليل النفسي
علم اجتماع التحليل النفسي هو مجال الأبحاث الذي يحلل المجتمع باستخدام الأدوات نفسها المستخدمة في التحليل النفسي لتحليل الفرد.
«ينطوي علم اجتماع التحليل النفسي على أعمال من مختلف الأعراف الاجتماعية والمناظير السياسية»: ويركز هذا المجال عمومًا على «العمليات العقلية الباطنة والسلوكيات مما يجعل علم اجتماع التحليل النفسي مجالاً فرعيًا مثيرًا للجدل في إطار المنهج الاجتماعي الأعم والأشمل» (كما هو الحال مع التحليل النفسي في علم النفس الأكاديمي)؛ ويعتبر بعض علماء علم الاجتماع أن هذا المجال تجريبي بدرجة غير كافية وهو إلى حد كبير مجال شبه علمي.[بحاجة لمصدر]
وبالمثل، يطبق الطب النفسي الاجتماعي الطب النفسي على المجتمع نفسه.

## معلومات تاريخية

### فرويد (1907-1939)
«تتجلى الرغبة في إقامة الارتباط بين التحليل النفسي وعلم الاجتماع منذ فترة طويلة جدًا في أعمال فرويد. وما يثبت ذلك مقالة» الأفعال القهرية والشعائر الدينية«(1907ب) ومقالة» الأخلاق الجنسية المتحضرة والأمراض العصبية الحديثة«(1908د)». ورغم أن هذه المقالة الأخيرة كانت «أولى مناقشات فرويد المطولة حول الصراع بين الحضارة والحياة الغريزية، فإن أفكاره في هذا الموضوع تعود إلى فترات تسبق ذلك بكثير»: بيد أن «الجوانب الاجتماعية من هذا الصراع تشكل الموضوع الرئيسي» في الجزء 1908.
استخدم فرويد المنهج نفسه في كتابه علم النفس الجماعي وتحليل الأنا (1921)، حيث يجادل بأن «علم النفس الجماهيري، ومعه علم النفس المجتمعي بجميع نواحيه، يعد مجالاً متطفلاً على علم نفس الفرد». الحضارة وسخطها (1930) يشكل دراسته الاجتماعية الكاملة، ففي هذا الكتاب أرسى فرويد «تحليله للحياة الاجتماعية والاقتصادية في نظرية الطبيعة البشرية الخاصة به».
لقد قام فرويد فعلاً في «أعماله، بدءًا من كتاب طوطم وتابوه (1912-1913أ) إلى كتاب» موسى والتوحيد«، بتحليل الأحداث التي طغت على تأسيس وتعديل الروابط الاجتماعية، وظهور الحضارة وبزوغ سخطها الحالي»؛ وفي حين يصف جيمس ستراتشي كتاب مستقبل الوهم (1927) بأنه «الكتاب الأول بين عدد من الأعمال الاجتماعية التي كرس فيها فرويد معظم حياته في سنواته الأخيرة».

### الفرويديون
«لقد كان الكثير من المحللين الأوائل من الماركسيين... فيلهلم رايش وبول فيدرن وأوتو فينشيل من أبرزهم»، ولقد كانوا مستعدين تمامًا، حسب كلمات إريك فروم، «لتجربة تفسير التركيب النفسي حسبما يحدده التركيب الاجتماعي». تيودور أدورنو كتب مقالات عن التحليل النفسي، أعاد فيها مواءمة عمل فرويد وطبقه على الظاهرة الاجتماعية، ولا سيما في كتابه النظرية الفرويدية ونمط البروباجندا الفاشية (19510)، حيث فسر نظرية علم النفس الاجتماعي.
في عام 1946، اعتبر فينشيل أن "علم النفس المقارن للتعليم" مجال عملي جديد له أهمية عملية عظيمة"، كما توصل إلى أن "التجربة" أي  الظروف الحضارية، هي التي تحول القدرات لتصبح حقائق، التي تشكل تركيب العقل الحقيقي للإنسان من خلال فرض رغباته الغريزية في اتجاهات معينة".
من زاوية أخرى، جادل لاكان سابقًا بأن «أي» علم نفس مادي«يجب أن يكون معززًا بالإشارة إلى علم الأعراق والتاريخ والقانون»؛ ثم اعتمد فيما بعد على علم الإنسان البنيوي لـ ليفي ستراوس...[لما] سوف يطلق عليه مصطلح الرمزية'. ولقد استمر من جاءوا بعد لاكان في دراسة النواحي الاجتماعية مثل «الأنا العليا باعتبارها قوة الروابط الثقافية العامة»، أو طريقة «الرابطة الاجتماعية، القانون الذي يربطنا، عبارة عن....رابطة من استحالة الطاعة أو العصيان».

### الستينيات من القرن العشرين واليسار
شهدت الستينيات بذل جهد كبير في التحليل الاجتماعي النفسي بقيادة عدد من المفكرين المختلفين. ديفيد كوبر حاول الدراسة «في إطار اكتشاف فرويد...الدور الاجتماعي للأسرة باعتبارها الجهاز المعدل الأيديولجي». رونالد ديفيد لينق «قام بتبني نظرية التحليل النفسي الوجودي لـ سارتر..[بينما يقوم] بتحليل مفهوم فتور العلاقات»: وبالنظر إلى «تحليل فتور العلاقات في المفهوم الاجتماعي والطبي»، توصل لينق إلى أنه في العموم «يحدث فتور العلاقات باعتباره قدرنا حاليًا فقط من خلال العنف الصارخ الذي يمارسه الإنسان ضد الإنسان».
نورمان أو براون درس "السياسة القائمة على الجنوح...حتى الجريمة، ومن ثم فإن الضمير أيضًا يكون جماعيًا'. هربرت ماركوزه درس كيف أنه في الحداثة الأخيرة "الخضوع القمعي هو حقًا قوة فاعلة في السياق الجنسي...باعتباره الناتج الفرعي للضوابط الاجتماعية للحقيقة التقنية، التي توسع نطاق الحرية بينما تزيد من شدة السيطرة".

## المساهمات النسوية
نانسي تشودورو كان لأعمالها أهمية كبيرة في إدراك الحركات النسائية وبشكل خاص تناسل الأمهات وقوة المشاعر. «ورغم أن تشودورو تستخدم منهج التحليل النفسي، فهي ترفض الحتمية الغريزية لمفهوم فرويد الكلاسيكي الذي ينتصر لمنهج نفسي اجتماعي أكثر دقة يدمج التطورات الحديثة في نظرية علاقات الشيء».
جيسيكا بنيامين كان لها دور مؤثر في مشروع الربط بين النظرية الاجتماعية والتحليل النفسي، مثلما فعلت في كتاب خيال الآخر. جوليت ميتشيل قد انتقدت طريقة «فرض جيسيكا بنيامين الذي وضع في إطار اجتماعي نفسي وليس في إطار التحليل النفسي».

## النقد
لقد حذر فرويد منذ البداية من أية «محاولة من هذا النوع لنقل التحليل النفسي إلى المجتمع الثقافي...ذلك أن هذا أمر خطير، ليس فقط بالنسبة للإنسان ولكن أيضًا بالنسبة للمفاهيم، فسيتم خلعهم من السياق حيث نشأت جذورهم ونمت».
لاحظ آخرون منذ ذلك الوقت أن «الجهود المبذولة للربط بين علم الاجتماع والتحليل النفسي قد أنتجت نتائج مختلفة....[البعض]، لم يفتنهم نجاح التحليل، قاموا بتطبيق مفاهيم التحليل النفسي دون تمييز على الحقيقة الاجتماعية ونجحوا فقط في تحقير التحليل النفسي (بأن جعلوه أداة إدارة) وحطوا من شأن العمليات الاجتماعية».

## كتابات أخرى
- Anthony Elliott, Contemporary Social Theory (2009)
- Talcott Parsons, "The Superego and the Theory of Social Systems", in Social Structure and Personality (1964)